# Cordillera de Liji
La cordillera de Liji (en georgiano: ლიხის ქედი) o Surami (en georgiano: სურამის ქედი) son una cadena montañosa que forma parte del Cáucaso, ubicada en Georgia y conecta el Gran Cáucaso con el Cáucaso Menor.
El pico más alto alcanza los 1926 m. El paso de montaña más bajo e importante es el paso de Surami a unos 949 m de altitud que conecta el este con el oeste de Georgia. Un ferrocarril (en el túnel) atraviesa el paso, así como la carretera principal Zestaponi-Jashuri.